# Goud(III)fluoride

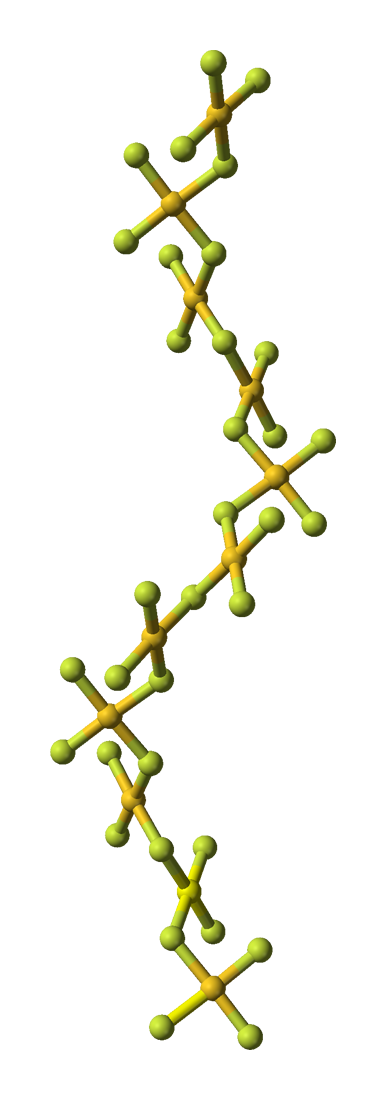
spiralen van goud(III)fluoride

Goud(III)fluoride is een oranjekleurige vaste stof. Het is een verbinding van goud met fluor met scheikundige formule AuF3. Het Romeins cijfer III geeft aan, dat goud hier de valentie +3 aanneemt.
Goud(III)fluoride sublimeert bij 300°C. Goud(III)fluoride is een krachtig reagens om andere stoffen te fluorideren.
AuF3 wordt bereid door goud(III)chloride te laten reageren met fluorgas of met broomtrifluoride.
De kristalstructuur van AuF3 bestaat uit spiralen van AuF4 eenheidscellen, waarbij twee fluorionen bruggen in twee verschillende clusters rond goud deelnemen.